# Marcgravia polyantha
Marcgravia polyantha är en tvåhjärtbladig växtart som beskrevs av Delp. Marcgravia polyantha ingår i släktet Marcgravia och familjen Marcgraviaceae. Inga underarter finns listade i Catalogue of Life.